# Eberhard Wildermuth

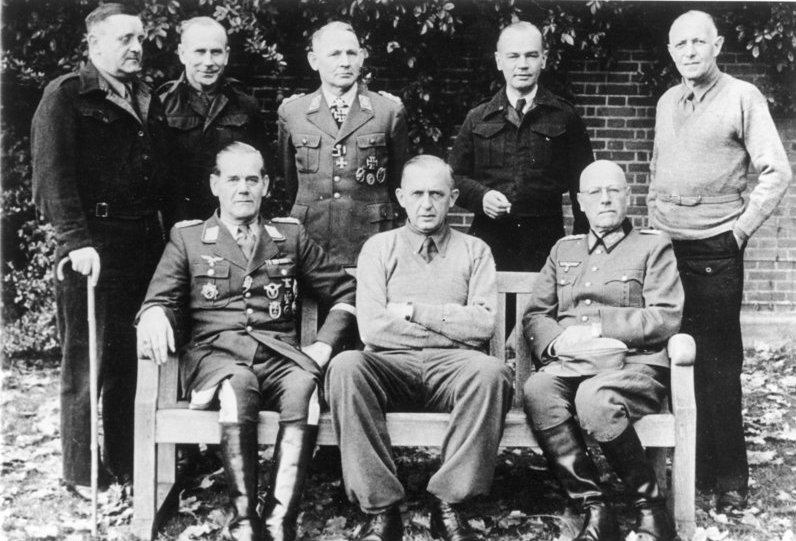
Eberhard Wildermuth (rechts außen stehend) in Trent Park, November 1944

Hermann-Eberhard Wildermuth (* 23. Oktober 1890 in Stuttgart; † 9. März 1952 in Tübingen) war ein deutscher Politiker (FDP/DVP). Von 1949 bis zu seinem Tod war er Bundesminister für Wohnungsbau. Er ist ein Enkel der schwäbischen Schriftstellerin Ottilie Wildermuth, Sohn des Psychiaters Hermann Wildermuth und Vater des Basketballfunktionärs Burkhard Wildermuth.

## Leben
Nach dem Abitur 1908 absolvierte Wildermuth von 1909 bis 1914 ein Studium der Rechts- und Staatswissenschaften an den Universitäten Tübingen, Leipzig und Berlin. In Tübingen war er Mitglied der den süddeutschen Liberalismus prägenden Tübinger Studentenverbindung „Akademische Gesellschaft Stuttgardia“. Hier traf er spätere politische Weggefährten wie Reinhold Maier, Karl Georg Pfleiderer, Konrad Wittwer und Wolfgang Haußmann. 1921 bestand er die Zweite juristische Staatsprüfung. Er war danach bei der Stadt Stuttgart, bei der Reichsanstalt für Arbeitsvermittlung und Arbeitslosenversicherung in Berlin und schließlich im Reichsministerium für Arbeit als Oberregierungsrat tätig. Seit 1928 war er Direktor der Deutschen Bau- und Bodenbank und zusätzlich seit 1930 Vorstandsmitglied, später Präsident, der Deutschen Gesellschaft für öffentliche Arbeiten.

### Militär
Wildermuth diente 1908/09 als Einjährig-Freiwilliger im Grenadier-Regiment „Königin Olga“ (1. Württembergisches) Nr. 119 der Württembergischen Armee. Als Reserveoffizier dieses Regiments nahm er von 1914 bis 1918 am Ersten Weltkrieg teil und wurde an West- und Ostfront sowie  im  Gebirgskrieg in Italien eingesetzt.
Von 1919 bis 1921 war er Kommandeur von Zeitfreiwilligenverbänden in Tübingen zur Niederschlagung republikfeindlicher Aufstände. 1923 beteiligte er sich am Aufbau einer ähnlichen Formation, die die Republik gegen die Nationalsozialisten schützen sollte.
Wildermuth wurde bei Ausbruch des Zweiten Weltkrieges als Major der Reserve zum Heer (Wehrmacht) eingezogen. Zunächst diente er als Kompaniechef im I. Bataillon des Infanterie-Regiments 203. Im November 1939 erhielt er das Kommando über das II. Bataillon im Infanterie-Regiment 272 und nahm in dieser Funktion am Frankreichfeldzug teil. Vom 1. Mai 1941 bis in den März 1942 führte er als Kommandeur das Infanterie-Regiment 737 in Serbien, wo er am 1. Dezember 1941 zum Oberstleutnant befördert wurde. Welche Haltung er zu den Verbrechen der übergeordneten 717. Infanterie-Division gegen serbische Partisanen und Zivilbevölkerung hatte, ist bislang nicht geklärt. Ab dem 1. Mai 1942 war er Kommandeur des Infanterie-Regiments 371 bei der Heeresgruppe Mitte an der Ostfront. Diesen Posten gab er allerdings spätestens im September 1942 wegen Erkrankung und eines mehrmonatigen Lazarettaufenthalts wieder ab. Am 1. Dezember 1942 erfolgte seine Beförderung zum Oberst der Reserve. Nach seiner Genesung bildete er für kurze Zeit Offiziere der Landesschützen aus.
Ein von Ernst Jünger „Auf dem Dache des Majestic. Mai 1943 Hptm. Jünger u. Oberst Wildermuth“ beschriftetes Foto zeigt den Schriftsteller mit Wildermuth auf dem Dach eines Pariser Hotels mit dem Arc de Triomphe im Hintergrund. Noch im gleichen Monat wurde Wildermuth als Kommandeur des Infanterie-Regiments 578 in Italien eingesetzt. Nach einem erneuten viermonatigen Lazarettaufenthalt kommandierte er von Mitte Mai bis Ende Juli 1944 den Küstenabschnitt Venedig, ab dem 12. August 1944 diente er als Festungskommandant von Le Havre in Frankreich.
Am 12. September 1944 geriet er schwer verwundet in alliierte Kriegsgefangenschaft und war ab dem 5. November 1944 im Offizierslager Trent Park in England interniert. Der britische Geheimdienst schätzte Wildermuth als einen überzeugten Patrioten und tapferen Offizier ein, der dem NS-Regime vehement entgegengetreten sei. Er sei bestrebt gewesen, junge Nationalsozialisten umzuerziehen. In einem abgehörten Gespräch in Trent Park sagte er, dass er sich im Mai 1944 dem Widerstandskämpfer Carl Friedrich Goerdeler gegenüber bereit erklärt habe, an einem Putsch gegen Hitler mitzuwirken. Spätestens 1944 war er auch in einer „weißen Liste“ der US-Behörden geführt, die mögliche Kooperationspartner für die Zeit nach der Niederlage Deutschlands enthielt. Im Juni 1946 wurde Wildermuth aus der Kriegsgefangenschaft entlassen.

### Politik
1918 war Wildermuth Mitglied eines Soldatenrates und trat 1919 in die linksliberale DDP ein. Nach dem Krieg schloss er sich der württembergischen Demokratischen Volkspartei (DVP) an.
Von 1947 bis 1949 war er Mitglied des FDP/DVP-Landesvorstandes. 1948 wurde er in den FDP-Bundesvorstand gewählt, dem er bis 1952 angehörte. Dabei erhielt er neben Carl-Hubert Schwennicke aus Berlin als einziger Kandidat alle 89 Delegiertenstimmen. Von Januar 1952 bis zu seinem Tod war er stellvertretender Bundesvorsitzender.
Von 1947 bis 1950 war Wildermuth Mitglied des Landtages von Württemberg-Hohenzollern und von 1949 bis zu seinem Tod auch Mitglied des Deutschen Bundestages.

### Öffentliche Ämter
1946 wurde Wildermuth zum Staatssekretär für Wirtschaft in der provisorischen Regierung von Württemberg-Hohenzollern ernannt. Vom 22. Juli 1947 bis zum 20. September 1949 war er Staatsminister für Wirtschaft des Landes Württemberg-Hohenzollern im Kabinett von Gebhard Müller.
Nach der Bundestagswahl 1949 wurde Wildermuth am 20. September 1949 als Bundesminister für Wiederaufbau (ab 1950: Bundesminister für Wohnungsbau) in die von Bundeskanzler Konrad Adenauer geführte Bundesregierung berufen. Er gehört zu den wenigen Bundesministern, die im Amt verstorben sind.
Wildermuth war sich der Schwierigkeit seines Wirkens stets bewusst: Das Wirtschaftswunder hatte noch nicht begonnen, aber im kriegszerstörten Westdeutschland fehlten mehrere Millionen Wohnungen für Ausgebombte, Flüchtlinge und Heimatvertriebene. Er entwarf daher das „Erste Wohnungsbaugesetz“, durch dessen Wirkung bereits im Jahr des Inkrafttretens (1950) 370.000 Wohneinheiten fertiggestellt werden konnten. Insgesamt wurden in den acht Jahren bis 1957, in denen die besondere Förderung durch dieses Gesetz wirksam war, mehr als vier Millionen Wohnungen gebaut.
Wildermuth war auch beim politischen Gegner hoch angesehen: Der Sozialdemokratische Pressedienst schrieb zu seinem Tod, es sei „hier ein Mann aus dem politischen Leben geschieden, dessen menschliche Anständigkeit, dessen sachliches Bemühen und dessen demokratische Zuverlässigkeit auch von der Opposition immer geschätzt worden seien.“
Wildermuth, der in beiden Weltkriegen schwer verwundet worden war, unterstützte besonders den Bau von behindertengerechten Wohnungen für schwer Kriegsbeschädigte. Es gelang ihm, die Länder dafür zu gewinnen, zu diesem Zweck mehrere Millionen Deutsche Mark zur Verfügung zu stellen.

### Einsatz für die Wiederbewaffnung
Wenig bekannt ist die Rolle Wildermuths bei den frühen Bemühungen um eine erneute Aufstellung bewaffneter Organe in Deutschland und um die Wiederbewaffnung und somit die Gründung der Bundeswehr. Gemeinsam mit Heinz-Eugen Eberbach gründete er 1947 in Tübingen eine Gruppe gedienter Studenten, die im Fall eines sowjetischen Angriffs gediente Deutsche in die Schweiz bringen sollten. Nach Angaben Eberbachs sollte in diesem Fall auch versucht werden, Zerstörungsaktionen der abziehenden französischen Besatzungsmacht zu vereiteln. Es gibt aber auch Hinweise auf Gespräche mit der Besatzungsmacht zur Aufstellung deutscher Truppen in diesem Fall.
Aus Wildermuths Nachlass lässt sich ablesen, dass er sich in seinem Amt als Bundesbauminister auch mit Fragen der Wiederbewaffnung befasste. Dass er von Adenauer inoffiziell damit beauftragt wurde, lässt sich nicht zweifelsfrei nachweisen, wird aber von mehreren Indizien gestützt. Aktenkundig ist, dass Adenauer Wildermuth vor wichtigen außenpolitischen Verhandlungen konsultierte und ihn am 6. Dezember 1949 aufforderte, seine persönlichen Freunde Eberbach und Hans Speidel über die Bestrebungen zur Wiederbewaffnung in der Bundesregierung zu unterrichten. Aus dieser Initiative ging am 5. Januar 1950 eine Besprechung zwischen Speidel, Adolf Heusinger und Hermann Foertsch zu wehrpolitischen Fragen hervor, dessen Ergebnispapier Wildermuth wiederum Adenauer zuleitete. In den folgenden Monaten und insbesondere im Sommer 1950 war Wildermuth offenbar in die Vorbereitung der Himmeroder Tagung eingebunden, wobei es zu Auseinandersetzungen um Konzepte und Personalien mit Herbert Blankenhorn und dem von diesem protegierten Gerhard Graf von Schwerin gab. Wildermuth gab dabei Informationen aus dem Kreis um Speidel an Adenauer weiter, so am 14. August 1950 die Denkschrift „Gedanken über die Frage der äußeren Sicherheit der Deutschen Bundesrepublik“, die in vielen Punkten den Ausarbeitungen Schwerins widersprach, aber letztlich von Adenauer angenommen, zur Grundlage seiner Verhandlungen mit den Westalliierten gemacht wurde und deshalb auch Eckpunkte für die Himmeroder Denkschrift festlegte.
Nach der offiziellen Gründung des Amts Blank endete Wildermuths inoffizielle Befassung mit militärischen Fragen in der Bundesregierung.

## Ehrungen

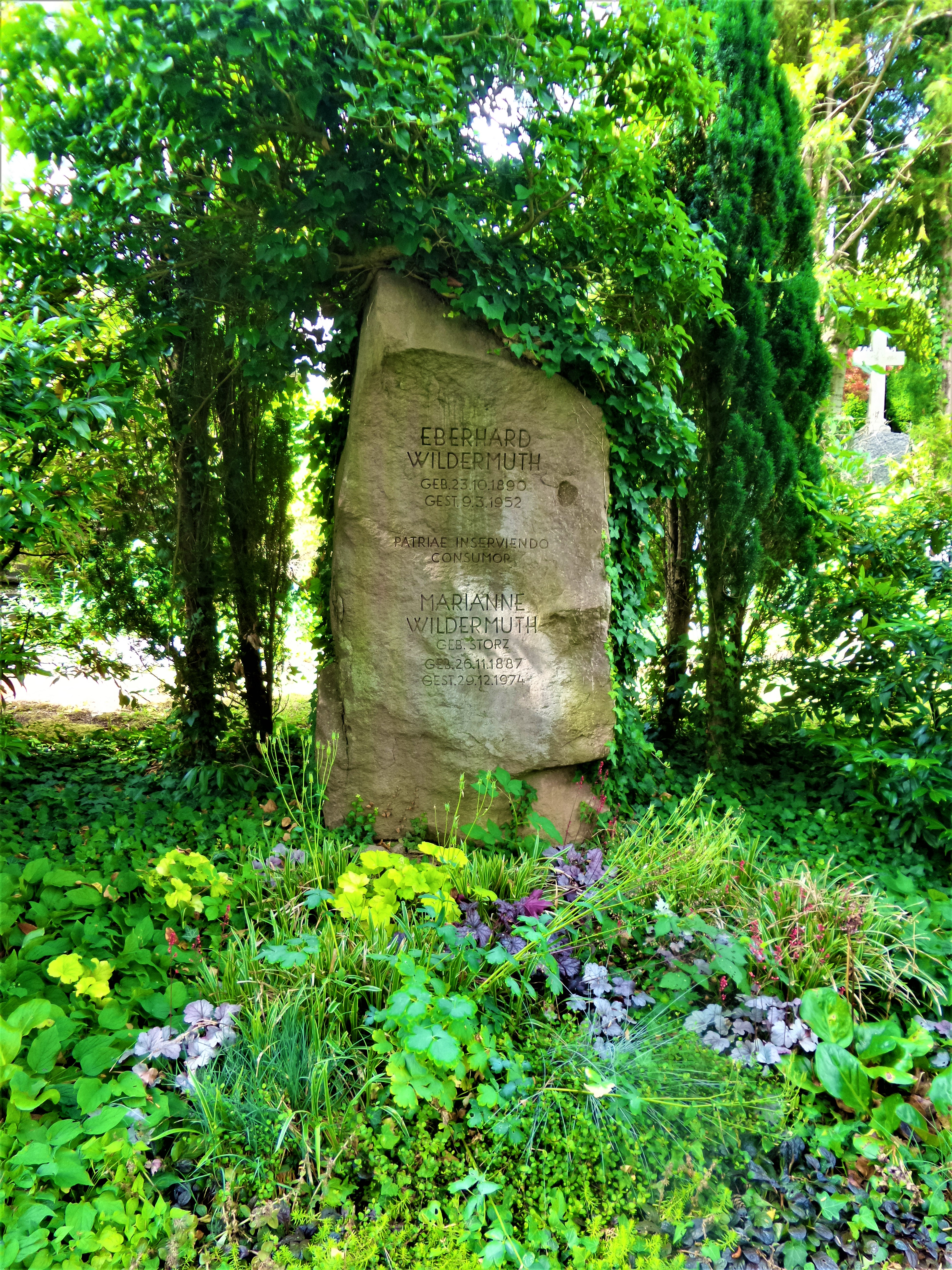
Grab auf dem Stadtfriedhof Tübingen

Während des Zweiten Weltkriegs wurde Wildermuth unter anderem am 15. August 1940 mit dem Ritterkreuz des Eisernen Kreuzes und am 25. Dezember 1942 mit dem Deutschen Kreuz in Gold ausgezeichnet.
Neben dem im Todesjahr Wildermuths 1952 angelegten Wildermuthweg in Hannover sind verschiedene Straßen nach dem Politiker benannt, u. a. in Hamburg (Wildermuthring) sowie in Kassel und Herne (Eberhard-Wildermuth-Straße) sowie Bremen, benannt. Die gemeinsame Kaserne des Grenzschutz- und Bahnpolizeiamtes Stuttgart und der 5. Bereitschaftspolizeiabteilung Böblingen in Böblingen wurde 1965 in Eberhard Wildermuth-Kaserne umbenannt, sie war früher Sitz der Heimatschutzbrigade 17 der Bundeswehr. In Tübingen wurde die in den 1960er und 1970er Jahren entstandene Neubausiedlung auf dem Denzenberg (zwischen Tübingen-Nordstadt und Tübingen-Lustnau gelegen) Eberhard-Wildermuth-Siedlung genannt. In Frankfurt am Main gibt es eine weitere Eberhard-Wildermuth-Siedlung.